# 古瑟夫撞擊坑

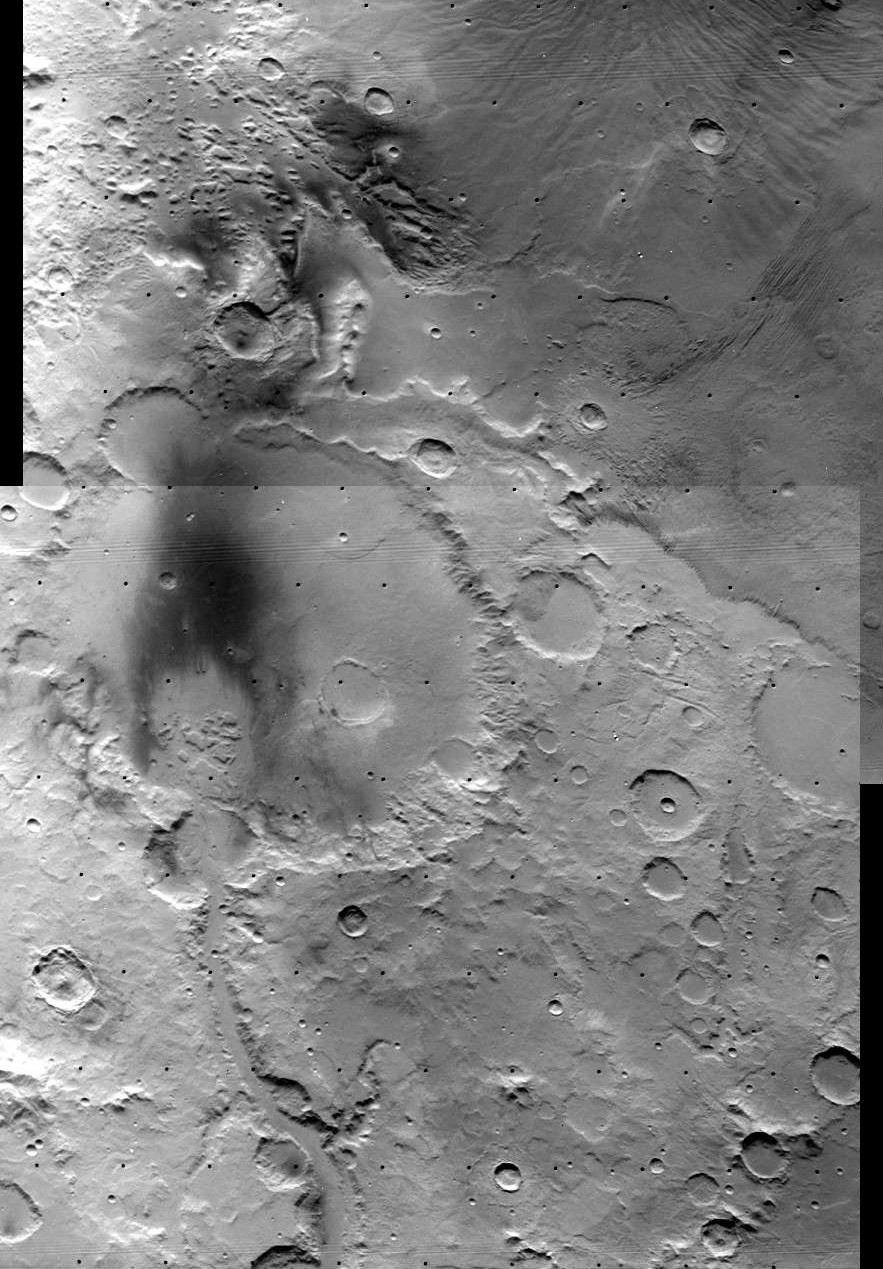
海盗1号轨道器拍摄的古瑟夫撞击坑及包括马丁谷在内的周边地形拼接图。

古瑟夫撞击坑（Gusev）是火星埃俄利斯区的一座陨石坑，约形成于30至40亿年前，其中心坐标位于南纬14.5度、东经175.4度，直径约166公里。该陨坑取名自俄罗斯天文学家马特维·古瑟夫（1826年-1866年），1976年，被国际天文联合会批准接受。
在勇气号漫游车探索该陨坑前，根据海盗号轨道飞行器图像、火星轨道器相机图像、热辐射成像系统热测图和火星轨道器激光高度计测高图的解释，它被推测为是一处起源于火山碎屑的古湖床，有马丁谷流入其中，或两者兼而有之。然而，勇气号在此并未发现任何湖相沉积物，而是找到了包括橄榄玄武岩、粉状玄武岩碎屑、熔岩和火山碎屑岩等碱性喷出岩，但没有发现喷发中心。

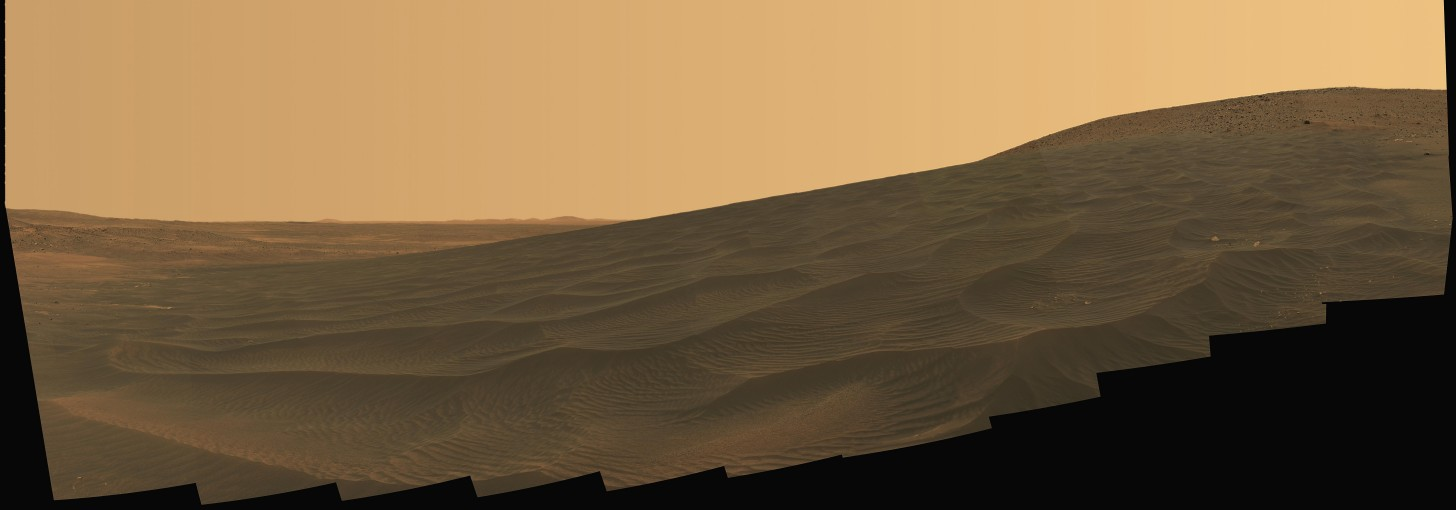
2006年1月1日，勇气号漫游者在古瑟夫撞击坑拍摄的全景照片，可看到前方的斜坡和一片幽暗起伏的“埃尔多拉多”沙丘场。

近期，卫星图像显示了古瑟夫坑底尘卷风的痕迹。勇气号探测车后来拍摄到了地面上的尘卷风，并且它持久的寿命极可能要归因于尘卷风对太阳能电池板的清洁。
2004年1月3日，古瑟夫撞击坑成为美国宇航局两辆火星探测车中勇气号的首个着陆点。人们希望该地区众多较小较新的陨石坑能暴露出早期的沉积物质，尽管起初该地区因缺乏可用于研究坑内平坦熔岩平原的基岩而令人失望，但在漫游车最终抵达哥伦比亚丘陵后，在该地区勘查的岩石显示了过去曾与少量卤水（咸水）发生过作用的证据，虽然远不如机遇号在子午线高原（机遇号着陆区）发现的多。2009年，勇气号陷入该地区土壤中，2010年，在经历火星严酷的冬季后与地球失去联系。古瑟夫撞击坑也认为是火星2020毅力号探测车的潜在着陆点。

## 勇气号漫游车在火星上发现的岩石和矿物
古瑟夫平原上的岩石是一种含有橄榄石、辉石、斜长石和磁铁矿等矿物的玄武岩，由于颗粒很细，带有不规则洞孔（地质学家会说它们有囊泡和空隙），看上去就像火山玄武岩。平原上大部分的土壤来自当地崩解的岩石，在一些土壤中发现了含量相当高的镍，可能来自于陨石。
分析表明，岩石被微量水轻微改变，外表层和内部裂缝表明存在可能是溴化物的水沉积矿物。所有岩石都覆盖着一层很细的尘埃和一层或多层坚硬的外壳。其中一些可以刷掉，而另一些则需要用岩石钻磨工具研磨。
哥伦比亚丘陵有各种各样的岩石，其中一些已经被水蚀变，但并非被大量的水改变。
古瑟夫撞击坑中的尘埃与火星各处的一样，所有的尘埃都发现带有磁性。此外，勇气号发现的磁性是由磁铁矿矿物所引起，尤其是含有钛元素的磁铁矿。一块磁铁能够彻底吸走所有的尘埃，因此，所有的火星尘埃都被认为有磁性。尘埃的光谱属性与轨道卫星在塔尔西斯和阿拉伯高地等明亮、低热惯性区域探测到的光谱相似。所有表面都覆盖着一层厚度可能不到1毫米的薄薄尘埃，其中里面的有些物质含有少量的化学结合态水。

### 平原
对平原岩石的观察表明，它们含有辉石、橄榄石、斜长石和磁铁矿等矿物。这些岩石可以用不同的方式分类。矿物的数量和类型使岩石被归类为原始玄武岩，也称苦橄玄武岩，与被称为玄武质科马提岩的古代陆生岩石相似。平原上的岩石也类似于来自火星的玄武质辉玻无粒陨石。一种岩石分类系统是在图表上比较碱金属元素和二氧化硅的数量；在该系统中，古瑟夫平原中的岩石位于玄武岩、苦橄玄武岩和碱玄岩的交界处附近。欧文-巴拉格分类将它们称之为玄武岩。
可能只是薄水膜的作用，平原岩石发生的变化非常轻微，因为它们较柔软，含有可能是溴化合物的浅色材质纹理、涂层或外壳。据认为，少量的水可能已进入裂缝，导致矿化作用。岩石上的涂层可能是在岩石被掩埋并与水和尘埃薄膜相互作用时产生的。它们被改变的一个迹象是，与地球上发现的同类岩石相比，研磨这些岩石更容易。

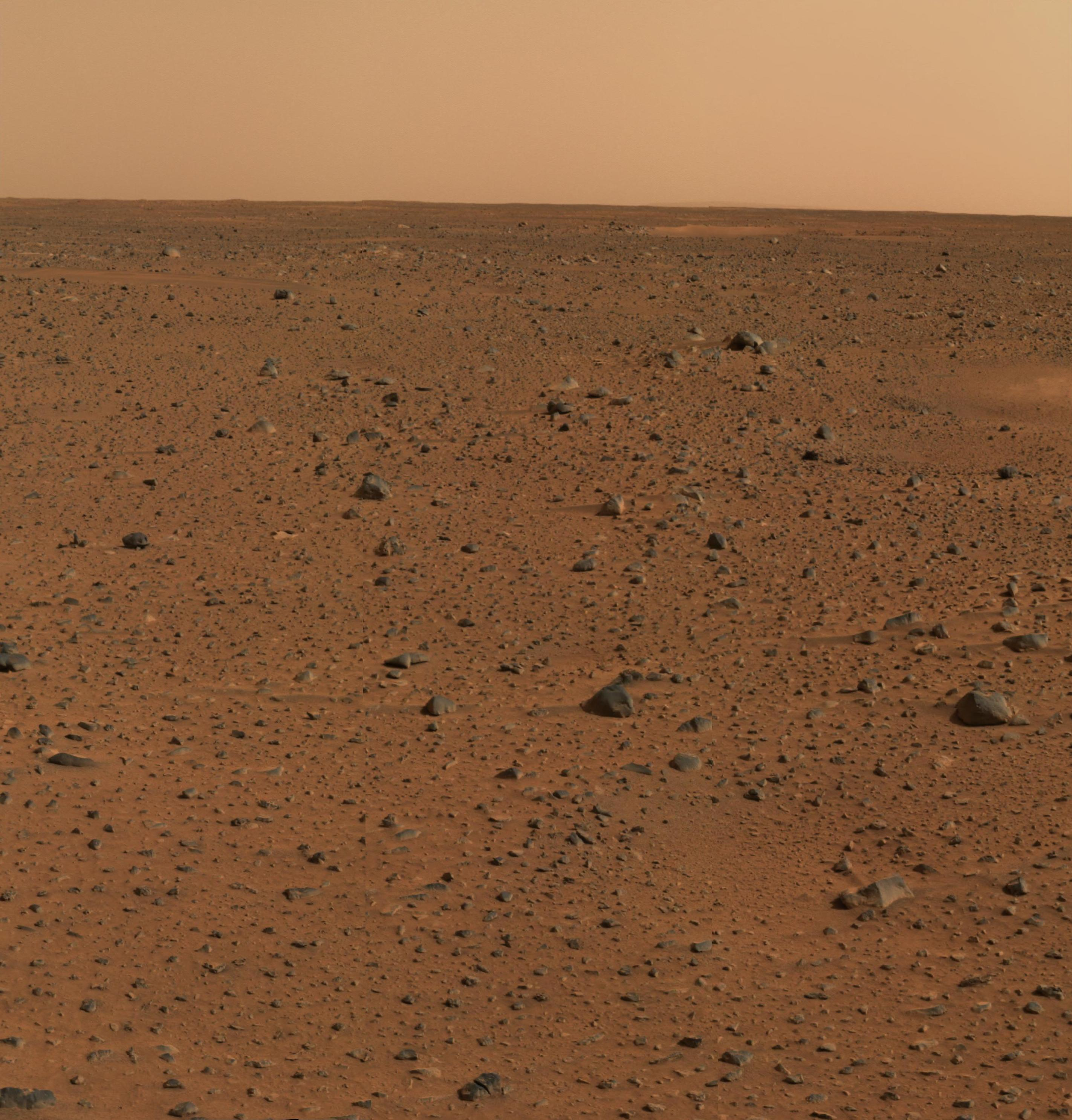
古瑟夫撞击坑平原典型岩石的横截面图。大多数岩石都含有一层尘埃和一层或多层坚硬的薄外壳。可看到水沉积矿脉以及橄榄石晶体。矿脉中可能含有溴盐。
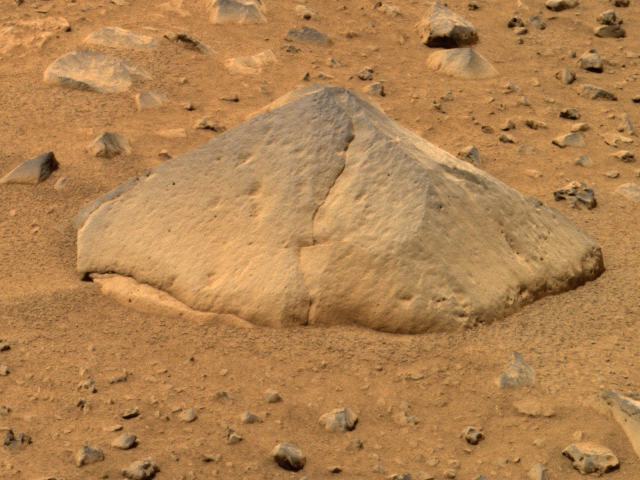
勇气号拍摄的阿迪朗达克岩近似真彩色照片。
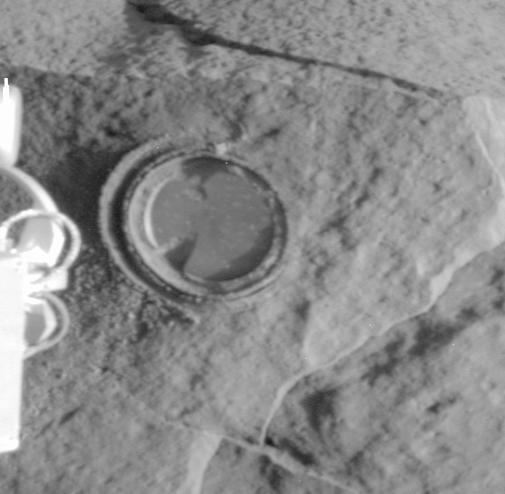
勇气号全景相机拍摄的被岩石钻磨工具研磨后的阿迪朗达克岩数码相机图像。

### 哥伦比亚丘陵
科学家在哥伦比亚丘陵发现了多种岩石类型，并将它们分为六类，分别是：克洛维斯、许愿石、和平、瞭望塔、后支索和独立。它们以每群中最突出的一块岩石命名。通过阿尔法粒子X射线光谱仪测量，它们的化学成分彼此间存在明显的差异。最重要的是，哥伦比亚丘陵所有的岩石都因含水流体而显示出不同程度的变化。它们富含磷、硫、氯和溴元素，所有这些元素都可在水溶液中携带。哥伦比亚丘陵的岩石含有玄武岩玻璃以及不同数量的橄榄石和硫酸盐。橄榄石的丰度与硫酸盐含量成反比，这正是人们所期望的结果，因为水会破坏橄榄石，但有助于生成硫酸盐。
克洛维斯群特别有趣，因为穆斯堡尔光谱仪（MB）在其中检测到针铁矿。针铁矿只有在有水的情况下才能形成，因此它的发现是哥伦比亚丘陵岩石中过去有水的首个直接证据。此外，岩石和露头的穆斯堡尔光谱显示橄榄石的存在量大幅下降，虽然这些岩石可能曾含有过大量橄榄石。橄榄石是缺水的标志，因为它在有水的情况下极易分解，而发现的硫酸盐则需要水才能形成。许愿石含有大量斜长石、一些橄榄石和硬石膏（硫酸盐）；和平岩显示出硫和结合态水的有力证据，因此怀疑存在水合硫酸盐；瞭望塔类岩石缺乏橄榄石，因此可能已被水蚀变；独立类显示出一些粘土的迹（也许是蒙脱石族之一的蒙脱土），而粘土则需要暴露在水中相当长时间才能形成。此外，穆斯堡尔光谱仪还发现，帕索-罗布尔斯土壤中大部分的铁都为氧化态铁，即Fe++形式，如果存在水，则就会发生这种情况。
在为期六年的任务中期（该任务本应只持续90天），在土壤中发现了大量的纯二氧化硅。二氧化硅可能来自土壤与酸性蒸汽的相互作用，而酸性蒸汽只能由水时存在时的火山活动或来自温泉环境中的水所产生。
勇气号停止工作后，科学家们研究了小型热辐射光谱仪（Mini-TES）的旧数据，证实了大量富含碳酸盐岩石的存在，这意味着该星球上的某些地区可能曾存在过水，这些碳酸盐是在一块名为“科曼奇”的岩石露头上发现的。
总之，勇气号在古瑟夫平原发现了轻微风化作用的证据，但没有证据表明那里曾存在过湖泊。然而，在哥伦比亚丘陵，有明显的证据表明存在适度的水蚀作用，证据包括硫酸盐、针铁矿和碳酸盐矿物，它们只在有水情况下才能形成。据信，古瑟夫撞击坑可能很久前有过一座湖泊，但后来被火成岩覆盖。所有的尘埃都含有一种磁性成分，经鉴定为含有钛的磁铁矿。此外，覆盖火星表面一切的薄薄尘埃层在火星所有地方都相同。

## 古瑟夫坑内的其它特征

### 山丘
- 哥伦比亚丘陵是一系列距勇气号原始着陆点3公里的低矮山丘，勇气号在就在它们之中进行探索。
  - 赫斯本德山是这些山丘中的一座；
  - 麦库尔山是哥伦比亚丘陵中最高的山丘；
  - 拉里瞭望台位于哥伦比亚丘陵内；
- 阿波罗1号丘陵是三座相距甚远的山丘，距勇气号着陆点7-14公里。

### 陨击坑
- 邦纳维尔撞击坑是一座直径200米的陨石坑，勇气号漫游车曾探访过它；
- 克里菲茨陨击坑是古瑟夫撞击坑内一座较小的陨坑；
- 锡拉陨击坑是古瑟夫撞击坑的一座陨石坑，可从赫斯本德山顶可看到它。

### 其它
- 沉睡谷是勇气号着陆点附近的一处浅洼地；
- 阿迪朗达克岩石是勇气号勘查的第一块岩石的名字；
- 本垒岩是勇气号最近研究的层状地质特征。

## 着陆点
截至2017年，古瑟夫撞击坑是火星2020漫游车的三个候选地点之一。勇气号漫游车此前曾探索过哥伦比亚丘陵，经过数年的活动，该漫游车于2010年终止了通信。
截至2017年，火星2020漫游车的其他候选着陆点为东北瑟提斯（大瑟提斯）和耶泽罗撞击坑。

## 流行文化中
- 古瑟夫撞击坑是1999年格雷戈里·本福德的小说《火星种族》中火星联盟任务的着陆点。[23]。
- 2009年《神秘博士》剧集《火星之水》的背景是古瑟夫撞击坑内的鲍伊基地一号[24]。
- 古瑟夫撞击坑是科幻电视剧《挑战引力》中作为剧情核心出现阿尔法外星信号的位置，这也是2042年失败的火星任务的着陆地点。

## 另请查看
- 埃俄利斯区
- 火星成分
- 火星地理
- 火星地质
- 撞击坑
- 撞击事件
- 火星撞击坑
- 火星矿石资源
- 行星体系命名法
- 来自火星探测车任务的科学信息
- 勇气号漫游车